# Форест-Сити (Айова)
Форест-Сити (англ. Forest City) — город и административный центр в округе Уиннебейго в штате Айова в Соединённых Штатах Америки. Часть города заходит на территорию округа Ханкок.
Согласно результатам переписи населения США, проведённой в 2020 году, число жителей города составляло 4285 человек, что, для такого небольшого населённого пункта, существенно больше (+ 3,2%), чем было во время предыдущей переписи прошедшей в 2010 году (4151 человек).

## История
Форест-Сити был официально основан в 1855 году. Изначально это место называлось «Puckerbrush», но основатель и геодезист Роберт Кларк, назвал его «Forest City», потому что он был вырублен из деревьев посреди деревьев. 
14 июня 1878 года поселение было инкорпорировано и включено в реестр штата Айова, благодаря чему некорпоративное сообщество Форест-Сити официально получило статус города («Сity of» / «Town of»).
Население города начало заметно расти, когда иммигранты из Швеции и Норвегии стали селится в районе Форест-Сити из-за схожего рельефа с их родиной. Рост города простимулировало и то, что городские власти убедили руководство строящейся железной дороги из Миннеаполиса в Сент-Луис проложить её через Форест-Сити. 
Гражданская война в США заметно затормозила развитие региона, но не остановила его; строились церкви, банки, образовательные учреждения, появилось электричество и телефонная связь, превратив сообщество в идеальный классический провинциальный город. 
В 1903 году в Форест-Сити открыл свои двери студентам частный Университет Вальдорф.
В 1960 году инвесторы приобрели убыточный завод по производству жилых автоприцепов и основали компанию Winnebago Industries, которая впоследствии стала одним из крупнейших работодателей в регионе (впоследствии штаб-квартира Winnebago была перенесена в Иден-Прери, штат Миннесота).
С 1980 по 2020 год численность населения города практически не изменилась (4270 и 4285 человек соответственно).

## География
Форест-Сити расположен на высоте около 383 метров над уровнем моря. По данным Бюро переписи населения США, общая площадь города составляет 4,64 квадратных мили (12,02 км2) и вся эта территория представляет собой сушу.

## Климат
Согласно данным представленным Национальной метеорологической службой США, по системе классификации климатов Кёппена, в городе Форест-Сити жаркий летний влажный континентальный климат, на климатических картах сокращённо обозначаемый аббревиатурой «Dfa».